# Nhà thờ Tin lành ở Dobšiná
Nhà thờ Tin lành ở Dobšiná (tiếng Slovakia: Evanjelický kostol v Dobšinej) là nhà thờ Tin lành ở trung tâm thị trấn Dobšiná, vùng Košice, Slovakia. Nhà thờ này được ghi danh vào Danh sách Di tích Trung ương theo quyết định của Bộ Văn hóa Cộng hòa Slovakia vào ngày 6 tháng 5 năm 1963.

## Lịch sử
Nhà thờ Tin lành ở Dobšiná được xây dựng theo phong cách kiến trúc Gothic vào thế kỷ 15. Văn bản lịch sử đầu tiên đề cập đến nhà thờ có niên đại vào năm 1480. Sau đó, nhà thờ đã được trùng tu và xây dựng lại nhiều lần trong các thế kỷ tiếp theo. Nhà thờ có được diện mạo tân Gothic như hiện nay kể từ sau lần trùng tu nhà thờ ở quy mô lớn vào năm 1891. Năm 2002, những bức bích họa quý hiếm có từ thời Trung cổ của nhà thờ đã được phát hiện.

## Nội thất
Ngoài những bức bích họa quý hiếm có từ thời Trung cổ, nhà thờ còn lưu giữ nhiều hiện vật lịch sử như: tấm bảng tưởng niệm cuộc xâm lược của người Thổ Nhĩ Kỳ vào Dobšiná được viết bằng tiếng Latinh và tiếng Đức cổ, các bức tranh baroque miêu tả bốn nhà truyền giáo trong sách Phúc Âm, và một cây đàn organ từ năm 1876.